# Bézéril
Bézéril is een gemeente in het Franse departement Gers (regio Occitanie) en telt 109 inwoners (2009). De plaats maakt deel uit van het arrondissement Auch.

## Geografie
De oppervlakte van Bézéril bedraagt 9,7 km², de bevolkingsdichtheid is dus 11,2 inwoners per km².

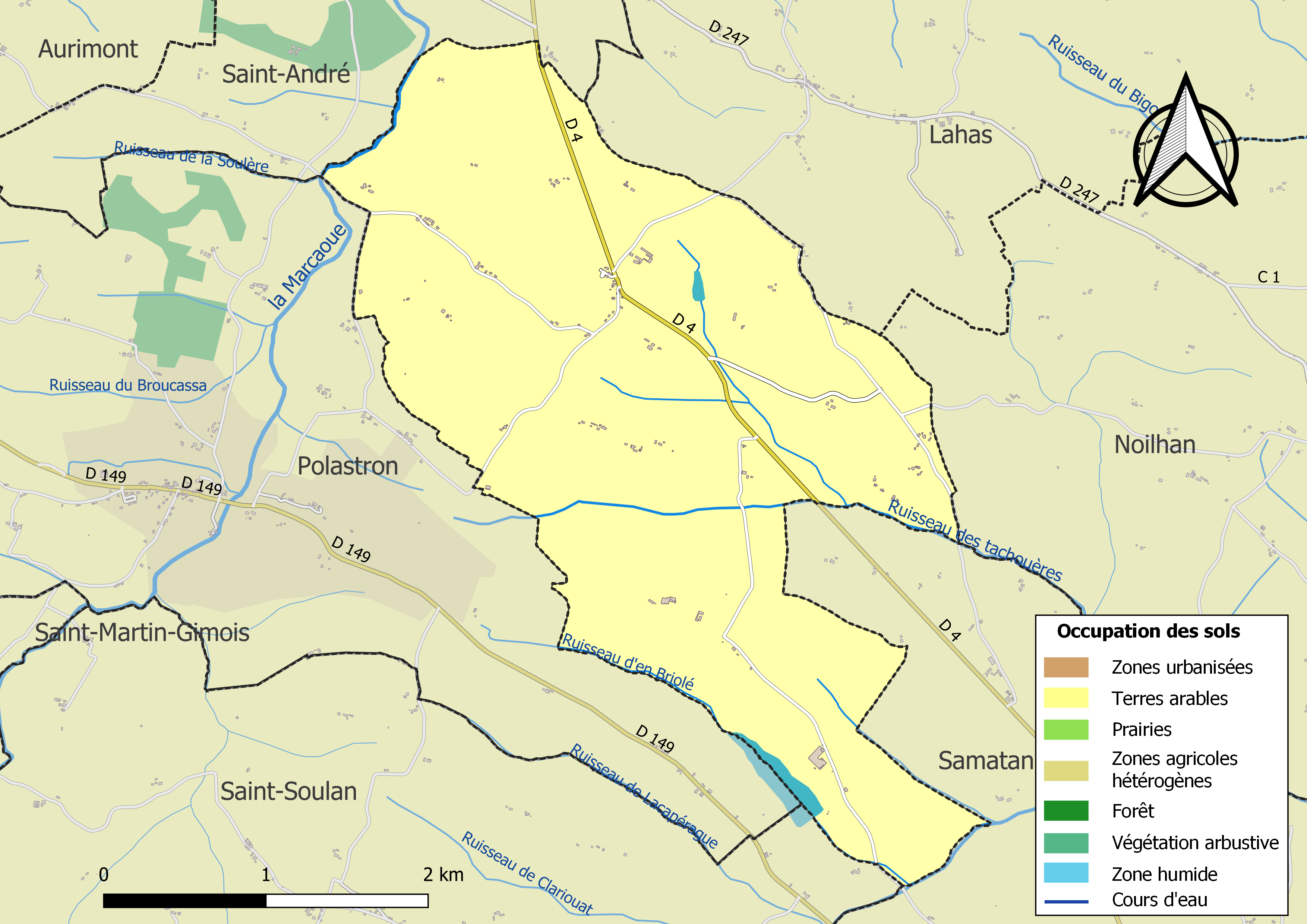
Kaart van de gemeente met belangrijkste infrastructuur, bodemgebruik en omliggende gemeenten

## Demografie
Onderstaande figuur toont het verloop van het inwonertal (bron: INSEE-tellingen).